# Lumbricillus scoticus
Lumbricillus scoticus är en ringmaskart som beskrevs av Elmhirst och Stephenson 1926. Lumbricillus scoticus ingår i släktet Lumbricillus och familjen småringmaskar. Arten har ej påträffats i Sverige. Inga underarter finns listade i Catalogue of Life.